# Чинери, Холлис
Холлис Чинери (англ.  Hollis B. Chenery; 6 января 1918, Ричмонд, Вирджиния — 1 сентября 1994, Санта-Фе, Нью-Мексико) — американский экономист, исследователь экономики развития, профессор Гарвардского университета. Консультант и вице-президентом Всемирного банка (1972—1982).

## Биография
Чинери родился 6 января 1918 года в Ричмонде, штат Виргиния в семье инженера Кристофера Чинери, среднее образование получил в Пелхэм Мэнор, штат Нью-Йорк.
В 1939 году получил степень бакалавра математики в Аризонском университете и степень бакалавра по инженерному делу в 1941 году в университете Оклахомы.
Во время Второй мировой войны служил в воздушных войсках США. В 1947 году получил степень магистра в Калифорнийском технологическом институте и университете Виргинии.
В 1950 году получил докторскую степень Гарвардского университета. Учился в лаборатории Василия Леонтьева.
Работал профессором экономики Стэнфордского университета с 1952 по 1961 годы, а в 1961 году вступил в Агентство США по международному развитию, где дослужился до помощника администратора. Профессором экономики в Центре международных отношений при Гарвардском университете с 1965 по 1970 год.
Также с 1972 по 1982 годы работал вице-президентом по политике развития Всемирного банка.
Возвратившись в Гарвард на профессорскую должность в 1982 году, он ушел на пенсию в 1988 году.
Являлся членом совета Эконометрического общества и обладателем степени почетного доктора от Нидерландской школы экономики при Университете Эразма Роттердамского.

## Вклад в науку
Является одним из разработчиков в 1962—1972 годах модели экономического роста с двумя дефицитами.